# Dionisio Laurerio
Dionisio Laurerio (Benevento, 1497 - Roma, 17 de setembro de 1542) foi um cardeal do século XVII.

## Biografia
Nasceu em Benevento em 1497. De família pouco conhecida, mas ligada por laços familiares e econômicos aos Pedicini, família patrícia local de antigas glórias, que mais tarde recebeu alguns privilégios do imperador Carlos V. Ambos os pais eram originários de Florença. Ele também está listado como Dionísio (Neagrus) de Laurerio; e seu sobrenome como Lorerio, Lauderio e Laurelio. Ele também era conhecido como fra Dionisio di Benevento e Cardeal de S. Marcello.
Entrou ainda jovem na Ordem dos Servos de Maria (Servitas); estudou em casas de formação de sua ordem; obteve o doutorado em 1521.
Ordenado (nenhuma informação encontrada). Leitor de filosofia, metafísica, matemática e teologia nas Universidades de Perugia e Bolonha, 1526-1529; e finalmente em Roma. Distinguiu-se pela sua vasta cultura e pela sua fala refinada. Eleito procurador de sua ordem em 18 de maio de 1528, durante capítulo de sua ordem realizado em Cesena. Em 1534, tornou-se ministro do rei Henrique VIII da Inglaterra perante o Papa Clemente VII, substituindo Thomas Cranmer, que havia sido nomeado penitenciário do reino inglês; foi a Londres para tratar de assuntos religiosos urgentes. Nessa época desenvolveu amizade com o cardeal Alessandro Farnese, futuro Papa Paulo III, que provavelmente conhecia de Benevento, e depois auxiliou como teólogo in sacris ; este vínculo de respeito e confiança mútuos marcou sua vida. Foi também amigo do humanista Jacopo Sannazzaro; e os cardeais Reginald Pole e Jacopo Sadoleto. Nomeado pelo papa vigário geral de sua ordem, em 22 de janeiro de 1535. No final do capítulo celebrado em Budrio, perto de Bolonha, em 27 de abril de 1535, foi eleito prior geral da Ordem; ele implorou ao capítulo que não o elegesse; renunciou ao cargo em maio de 1542. Em 20 de maio de 1535, o papa concedeu-lhe a faculdade de fundar novos conventos; e no dia 17 de agosto seguinte, o de visitar e reformar os mosteiros da Observância . Nomeado pelo Papa Paulo III anunciado perante o rei Jaime V da Escócia em 23 de outubro de 1536; ele deveria informar o rei sobre o conselho geral; foram-lhe dados os poderes de cardeal legado a latere com amplas faculdades para visitar, corrigir e reformar mosteiros, conventos de frades, escolas, capítulos, universidades e igrejas do clero diocesano e religioso para evitar que seguissem o cisma do rei Henrique VIII ; ele conheceu o rei em Paris em 27 de janeiro de 1537, intimando-o a apoiar o conselho, e provavelmente nunca foi para a Escócia. Ele tentou vigorosamente, mas com pouco sucesso, fazer com que os irmãos de clausura franceses cumprissem as regras e alcançassem esse objetivo. No outono de 1537, esteve em Roma, onde participou da discussão dos cardeais sobre a reforma do Datário Apostólico. Em 4 de junho de 1538, ele obteve uma bula do papa. Em 16 de julho de 1539 obteve isenção para sua ordem da metade do décimo set, quando a Igreja preparou uma frota contra os turcos. Neste período, muitas vezes pronunciou-se contra a prática de benefícios cumulativos; e promoveu a necessidade de escolher pessoas adequadas para a nomeação aos bispados.
Criado cardeal sacerdote no consistório de 19 de dezembro de 1539; recebeu o chapéu vermelho em 22 de dezembro de 1539; e o título de S. Marcello, 28 de janeiro de 1540.
Eleito bispo de Urbino em 13 de fevereiro de 1540. Consagrado (nenhuma informação encontrada). Tomou posse da sé no dia 3 de março seguinte. Em 8 de março de 1540, foi autorizado a conferir benefícios eclesiásticos. No início de agosto, ele acompanhou o papa a Lucca para se encontrar com o imperador Carlos V, a fim de discutir a convocação do concílio em Vicenza. Por causa da deterioração da saúde, foi ficar nos conventos de Pistoia, Prato e depois Florença, onde permaneceu alguns meses e também atuou como núncio diante de Cosimo de' Medici. Antes de retornar a Roma, conseguiu restaurar os banhos termais de Bagni San Filippo no Monte Amiata. Em Urbino iniciou o processo de canonização do Servita Girolamo Ranuzzi, e trouxe suas relíquias para aquela cidade. Em 27 de agosto de 1540, foi escolhido pelo papa para auxiliar os cardeais Gasparo Contarini e Gian Pietro Carafa na reforma da Penitenciária Apostólica, tarefa que ocorreu de vez em quando, mas com determinação. Na primavera de 1541, foi enviado a Modena como delegado inquisidor pontifício para o julgamento do escritor e acadêmico Giovanni Bertario, condenado à revelia por heresia. Com a intervenção do cardeal, auxiliado pelo sobrinho cardeal , Alessandro Farnese, a excomunhão de Bertário foi suspensa, e a retratação imposta. No consistório de 27 de maio de 1541, apesar da tentativa de intercessão do Cardeal Alvise Priuli, porta-voz da vontade do Cardeal Reginald Pole, o Cardeal Laurerio criticou veementemente o Cardeal Contarini e a sua intenção de chegar a um compromisso com a doutrina protestante, mostrando a sua intransigência com a ortodoxia. Tendo que concluir seu general, convocou um capítulo geral na primavera de 1542, durante o qual foi substituído por Agostino Bonucci, OSM. Em 4 de julho de 1542, foi nomeado um dos seis cardeais inquisidores, posição confirmada dezessete dias depois, quando a bula papal Licet ab initio , do Papa Paulo III, reorganizou e centralizou a Inquisição Romana. Legado em Benevento e Provisionador da Campânia e Marittima, 11 de agosto de 1542. Em 1542, obteve em comenda o arquidiaconado de Benevento, que manteve até sua morte.
Morreu em Roma em 17 de setembro de 1542, após breve doença. A oração fúnebre durante a celebração de sua missa de réquiem foi pronunciada pelo Padre Baccelliere Fra Domenico na igreja de S. Marcello, em Roma. Enterrado próximo à entrada principal daquela igreja